# Kamienica przy ulicy Wita Stwosza 56 we Wrocławiu
Kamienica przy ulicy Wita Stwosza 56 – zabytkowa kamienica o rodowodzie średniowiecznym znajdująca się przy ulicy Wita Stwosza we Wrocławiu.

## Historia kamienicy

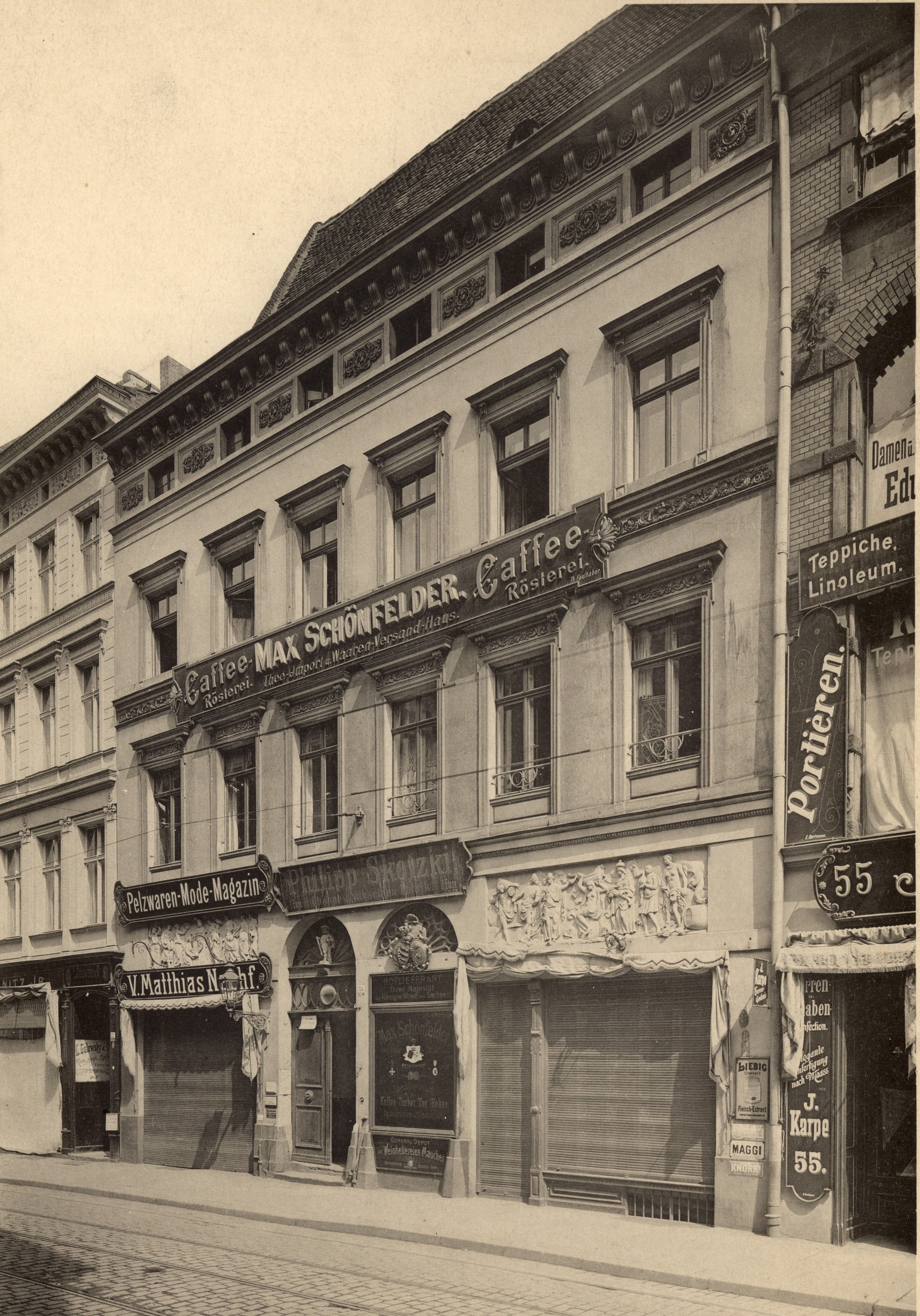
Widok kamienicy po przebudowie w XIX wieku

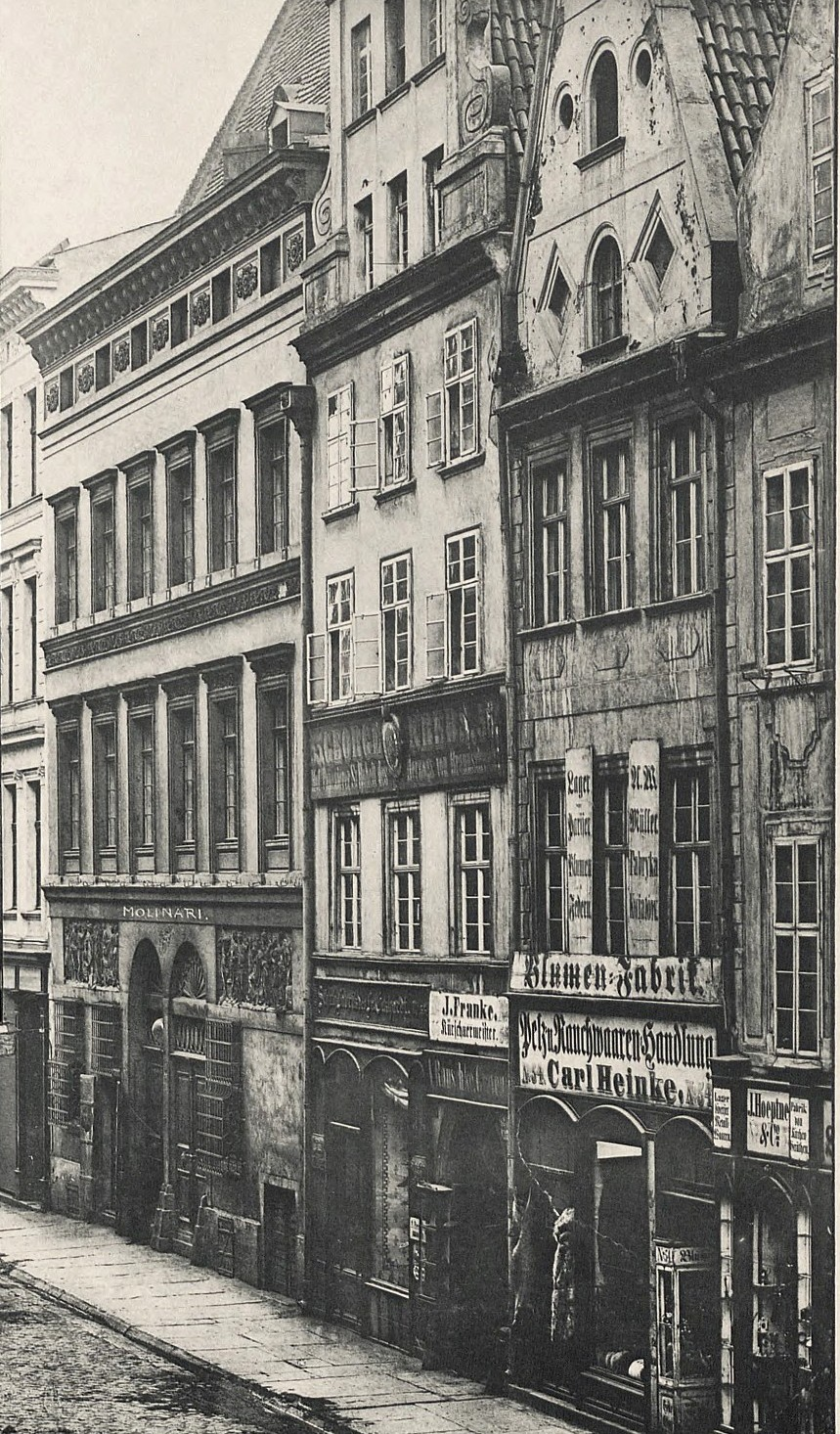
Kamienica Molinarich (pierwsza z lewej), widok sprzed 1900 roku

Pierwszy budynek na posesji nr 56 został wzniesiony w drugiej połowie XIV wieku, jako dobudówka do sąsiedniej kamienicy z XIII wieku. Fasada budynku miała szerokość siedmiu metrów, a jego głębokość dochodziła do dwóch traktów, ponad 19 metrów. Przyziemie kamienicy zostało pokryte sklepieniem krzyżowo-żebrowym z rzeźbionymi kamiennymi zwornikami przedstawiającymi Baranka Mistycznego i różę pięciopłatkową, z dwoma przęsłami w trakcie frontowym i dwoma w tylnym.
Na początku XIX wieku budynek został zakupiony przez włoskiego kupca Josefa Molinariego z Genui, za sprawą którego kamienica została przebudowana według projektu Josepha Ertela. Nadano jej formy klasycystyczne, a reliefy fasady były wzorowane na fasadzie sąsiedniego pałacu Schlegenbergów. Część parterowa została przystosowana na potrzeby domu handlowego, w piwnicach znajdowały się magazyny, a wyższe kondygnacje zajmowały mieszkania właścicieli. Budynek miał trzy kondygnacje i jednokondygnacyjny dach z dwoma lukarnami; fasada była sześcioosiowa. W osi trzeciej i czwartej pierwotnie znajdowały się dwa identyczne portale, a ich łukowe naświetla wchodziły w pas fryzu. Zachodni portal prowadził do wnętrza kamienicy, a wschodni do pomieszczenia handlowego. Nad witrynami znajdował się fryz z alegoriami handlu i żeglugi (obecnie w Muzeum Miejskim we Wrocławiu). W trzech prostokątnych oknach znajdowały się kraty, a wejścia do sklepu, piwnicy jak i okno piwniczne zaopatrzone były w okiennice. Kraty, jak twierdzi Krystyna Kirschke, stanowiły bez wątpienia jasny wyraz funkcji handlowo-bankowej, co szczególnie widać, kiedy porównuje się rozwiązania parterów i witryn w znajdujących się obok sklepikach innych branż.
Kolejne mniejsze przebudowy kamienicy miały miejsce w 1882, 1900, 1910 i 1928 roku. W ich wyniku m.in. w części parterowej wybito nowe witryny. Po kolejnej przebudowie portal wschodni został zamurowany, a wejście do pomieszczenia umieszczono obok wraz z dużym oknem wystawowym. Nad fryzem parter został oddzielony od kolejnej kondygnacji belkowaniem, na którym umieszczono szyld z nazwiskiem właściciela. Około 1900 roku właścicielem kamienicy, jak i mieszczący się na parterze palarni kawy "Kaffee-Rösterei" był Max Schoenfelder.

### Dom handlowy Molinarich
W kamienicy na parterze,Molinari wraz ze swoimi trzema synami: Theodorem (1803–1880), Ottomarem (?–1857) oraz Leo (1827–1907) otworzył dom handlowy i kantor "J. Molinari und Söhne, Kolonialwaren, Farbwaren und Produktenhandlung", który był podzielony na cztery osobne działy: dział sprzedaży detalicznej, którym zarządzał Heinrich Zedler, a w którym pracował dwudziestoletni wówczas Otto Stiebler późniejszy założyciel palarni kawy Otto Stieblera przy Placu Teatralnym 5, dział sprzedaży zagranicznej pod kierownictwem Leo Molinari, dział sprzedaży krajowej pod kierownictwem Otta Scheche oraz dział sprzedaży hurtowej kierowany przez Theodora Molinari.

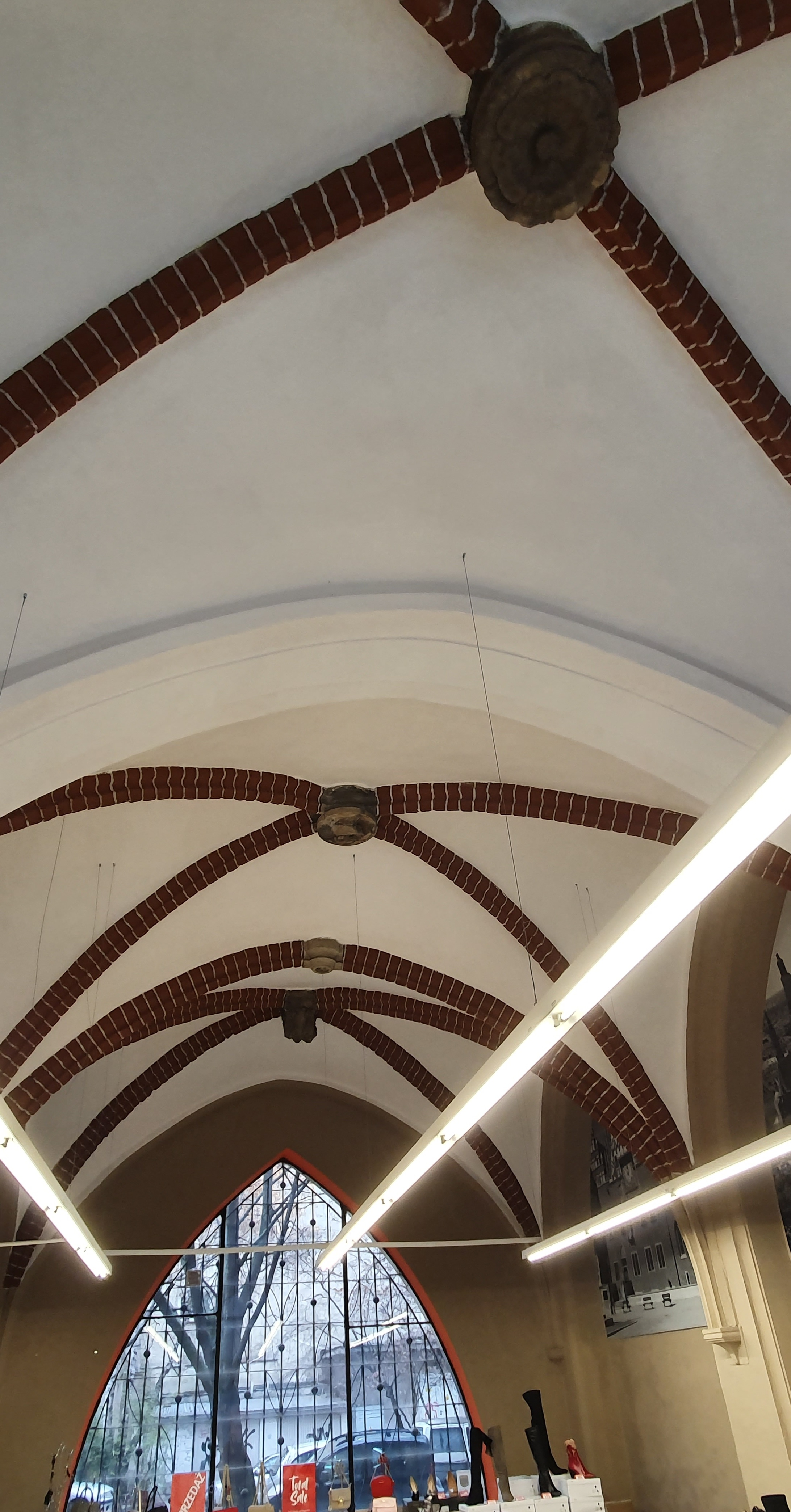
Zachowane sklepienie krzyżowo-żebrowe z rzeźbionymi kamiennymi zwornikami na parterze kamienicy

W dziale sprzedaży detalicznej, prócz produktów spożywczych codziennej potrzeby, można było zakupić różne produkty kolonialne, m.in. herbatę, przyprawy oraz owoce kandyzowane i suszone. Jednak specjalnością domu Molinarich były różne odmiany kawy; oferowano kawę w dwóch postaciach: surowe ziarna kawy oraz kawę paloną na miejscu. Przez dziesięciolecia Molinari kładli nacisk na sposoby parzenia kawy wykorzystując ówczesne najnowsze technologie. W pierwszej dekadzie XX wieku stworzyli własną markę tego produktu. W połowie lat siedemdziesiątych XIX wieku sprzedaż detaliczna towarami kolonialnymi została przekazana powołanej przez Theodora spółce Molinari’s Erben.
W dziale sprzedaży zagranicznej zajmowano się głównie hurtowym handlem kawą, herbatą, ryżem i przyprawami w Galicji, Austrii, na Węgrzech i w Rumunii, a także na obszarze Polski pod zaborem rosyjskim. Firma Molinarich posiadała dwa składy tranzytowe w Trieście, w Wiedniu oraz największy we Wrocławiu przy ulicy Księcia Witolda 31 (dawnej Werderstrasse). Do składu w Wiedniu trafiał towar sprowadzany z Cejlonu i dystrybuowany do krajów na południe od Karpat.
Kawę i inne towary kolonialne na rynek Polski sprowadzał dział sprzedaży krajowej. Towar najczęściej sprowadzany był od wyspecjalizowanych dostawców w Anglii i Holandii i trafiał, początkowo drogą rzeczną, a w kolejnych latach koleją, do składu we Wrocławiu. Towar sprzedawany był głównie na Śląsk i do Wielkopolski ale również do Berlina, Drezna i Lipska.
Handel hurtowy opierał się głównie na sprzedaży m.in. cukru trzcinowego, białego cukru, materiałów siewnych (koniczyny, zboża, ziemniaków, grochu, fasoli itp.) oraz farb bloków cynkowych wysyłanych do Danii, Szwecji i Norwegii. Ze Stanów Zjednoczonych firma sprowadzała kukurydzy na rynek krajowy.

### Rodzina Molinariich w literaturze
W 1855 roku niemiecki dramaturg Gustav Freytag napisał trzytomową powieść Soll und Haben. Pierwowzorem dla jego bohatera Schrötera był jego bliski przyjaciel Theodor Molinari oraz jego rodzinny sukces.

## Po 1945 roku
Działania wojenne w 1945 roku poważnie uszkodziły kamienicę. W 1960 roku odbudowano budynek nadając mu zupełnie inny charakter. Główną zmianą była wielkość kamienicy, która została znacznie skrócona i zwężona: z sześcioosiowej do trzyosiowej. Na parterze elewacja frontowa i tylna została ukształtowana w kształcie ostrołukowego okna arkadowego co miało nadać średniowieczna stylizację. Rekonstrukcje wnętrza parteru wykonano pod nadzorem S. Koziczuka. Na temat takiej stylizacji Jan Harasimowicz pisał: Przekreśla ona całą historię budynku, przekształcając go w quasi-zabytek, wydumany konserwatorski preparat.